# Onobrychis pyrenaica
Onobrychis pyrenaica är en ärtväxtart som först beskrevs av fader Sennen, och fick sitt nu gällande namn av Sirj. Onobrychis pyrenaica ingår i släktet esparsetter, och familjen ärtväxter. Inga underarter finns listade i Catalogue of Life.

## Bildgalleri

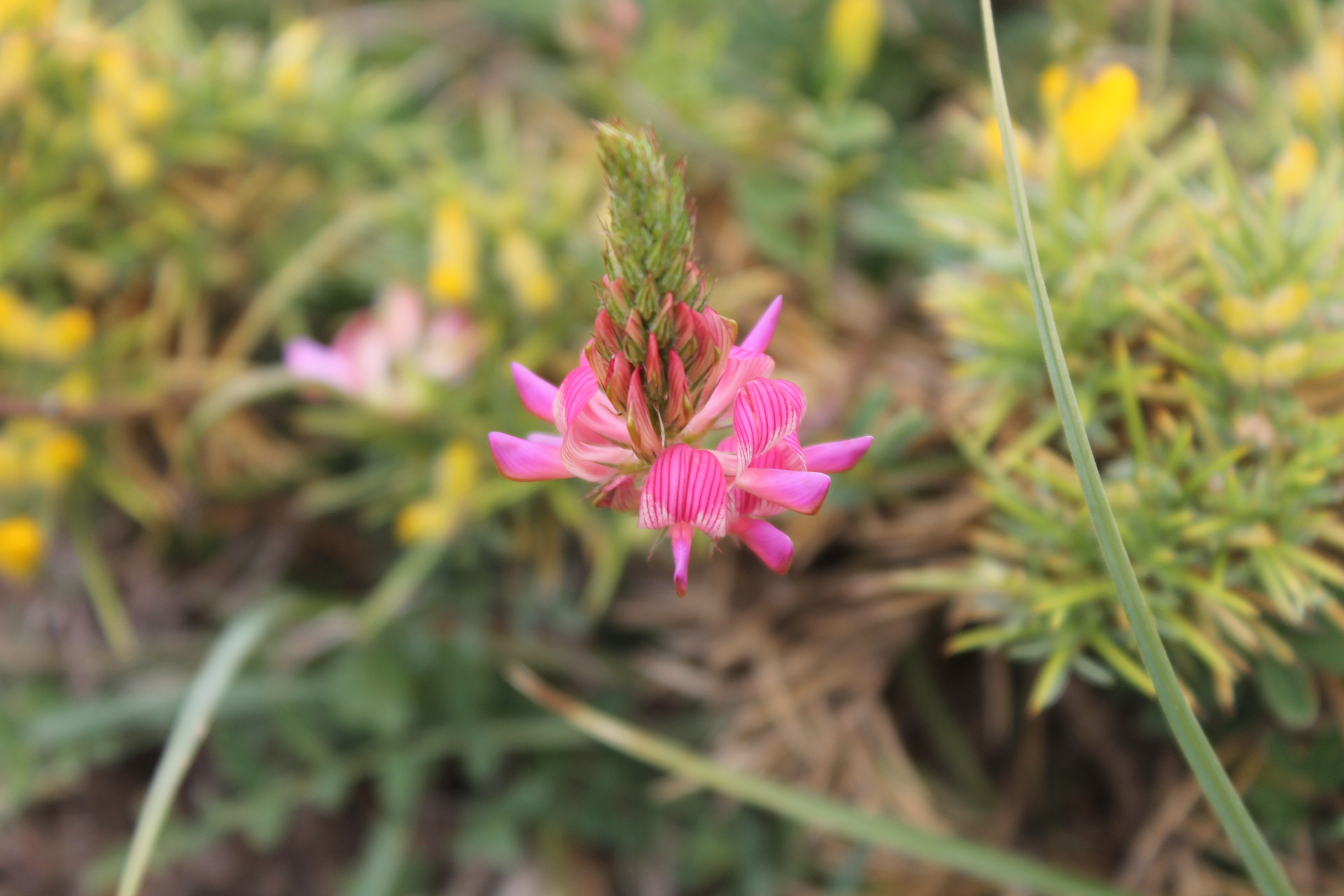
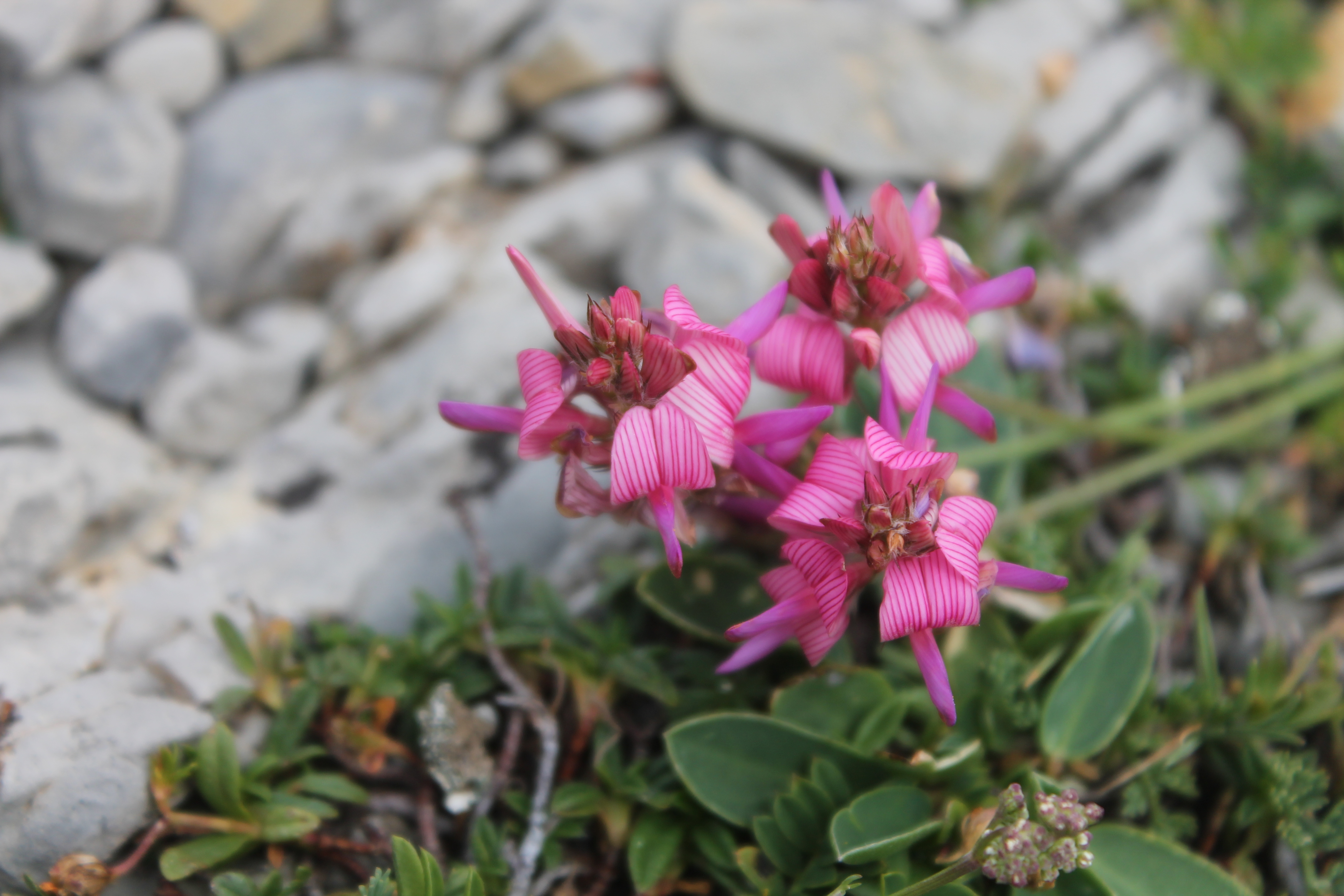